# 柳培德
柳培德，别名柳大卫，中国歌手、牧师，擅长吉他弹唱。代表作有十五的月亮、血染的风采和一些福音歌曲等。曾于中国1984年中秋晚会、1985年春晚演唱十五的月亮。